# Rhiannon Fish
Pour les articles homonymes, voir Fish.
Rhiannon Fish, née le 14 mars 1991 à Calgary en Alberta, est une actrice canado-australienne. Son premier rôle à l'écran a été celui de Lisa Jeffries dans la série télévisée australienne Les Voisins (Neighbours). Elle a également joué dans les séries As the Bell Rings (en), Playing for Charlie, Summer Bay (Home and Away), Dancing with the Stars (en) et Les 100 (The 100) dans le rôle d'Ontari.